# الربوه غران
الربوه غران یک منطقهٔ مسکونی در عربستان سعودی است که در استان مکه واقع شده‌است.